# Marie Tussaud
Anna Maria "Marie" Tussaud (1 de dezembro de 1761 – 16 de abril de 1850) foi uma artista francesa conhecida por suas esculturas de cera e o Madame Tussauds, museu de cera que ela fundou em Londres.

## Biografia
Marie Tussaud nasceu em 1 de dezembro de 1761 em Estrasburgo, na França. Seu pai, Joseph Grosholtz, foi morto na Guerra dos Sete Anos apenas dois meses antes do nascimento de Marie.  Com seis anos, sua mãe, Anne-Marie Walder, levou-a para Berna, na Suíça. A família se mudou para a casa do médico local Philippe Curtius (1741–1794), para quem Anne-Marie atuou como governanta.
Curtius, que Marie chamava de tio, não era apenas um médico, mas também era especialista em modelagem de cera. Inicialmente, ele usou seu talento como escultor de cera para ilustrar a anatomia e depois para retratos. Mudou-se para Paris em 1765, para estabelecer um Cabinet de Portraits En Cire  (Gabinete de Retratos em Cera). Naquele ano, ele fez uma cera da última amante do Luís XV, Madame du Barry. Um ano depois, Tussaud e sua mãe juntaram Curtius em Paris. A primeira exposição da cera de Curtius foi mostrada em 1770 e atraiu uma grande multidão. Em 1776, a exposição foi movida para o Palais Royal e, em 1782, Curtius abriu uma segunda exposição, o Caverne des Grads Voleurs (Caverna dos Grandes Ladrões) precursor da Câmara dos Horrores de Tussaud, no Boulevard du Temple.
Curtius ensinou a Tussaud a arte da modelagem de cera. Ela mostrou talento para a técnica e começou a trabalhar para ele como artista. Em 1777, ela criou sua primeira figura de cera, a de Voltaire. De 1780 até à Revolução em 1789, Tussaud criou muitos dos seus mais famosos retratos de celebridades como as do filósofo Jean-Jacques Rousseau e Benjamin Franklin. Durante esse período, suas memórias afirmam que ela foi empregada para ensinar a fazer ex-votos a Élisabeth, a irmã de Luís XVI. Em suas memórias, ela admitiu ter acesso a conversas privadas entre a princesa e seu irmão e membros de sua corte. Ela também afirmou que os membros da família real estavam tão satisfeitos com seu trabalho que ela foi convidada a viver em Versailles por um período de 9 anos, embora nenhuma evidência contemporânea confirme seus relatos.

## Revolução Francesa
Em 12 de julho de 1789, cabeças de cera de Jacques Necker e duc d'Orléans feitas por Curtius foram levadas em uma marcha de protesto dois dias antes do ataque na Bastilha.
Tussaud foi percebida como uma simpatizante; no Reino do Terror, ela foi presa, junto com Joséphine de Beauharnais, e sua cabeça foi depilada em preparação para sua execução por guilhotina. Ela foi libertada graças ao apoio de Collot d'Herbois para Curtius e sua casa. Tussaud foi empregada para fazer máscaras das morte das vítimas famosas da revolução, incluindo Luís XVI, Maria Antonieta, Marat e Robespierre. Suas máscaras de morte foram desfiladas pelas ruas de Paris, como bandeiras revolucionárias. Relatos conflitantes argumentam sobre se Tussaud procurou através dos corpos dos mortos para colecionar as cabeças mais ilustres que ela poderia encontrar, como afirmado em suas memórias.
Quando Curtius morreu em 1794, ele deixou sua coleção de obras de cera para Tussaud. Em 1795, ela se casou com François Tussaud, engenheiro civil. O casal teve três filhos, uma filha que morreu após o nascimento e dois filhos, Joseph e François.

## Grã-Bretanha
No ano de 1802, após o Tratado de Amiens, Tussaud foi a Londres com seu filho Joseph, com quatro anos de idade, para apresentar sua coleção de retratos. Ela aceitou um convite de Paul Philidor, uma lanterna mágica e pioneira da fantasmagoria, para exibir seu trabalho ao lado de seu show no Lyceum Theatre, em Londres. Ela não se classificou particularmente bem financeiramente, com Philidor tirando a metade de seus lucros. Como resultado das guerras napoleônicas, Tussaud não pôde voltar para a França, então ela viajou com sua coleção em toda a Ilha Britânica.
Em 1822, ela se reuniu com seu outro filho, François, que se juntou a ela no negocio da família. Seu marido permaneceu na França e os dois nunca mais se viram de novo. Em 1835, ela escreveu suas memórias. Em 1842, ela fez uma auto-retrato que agora esta em exibição na entrada de seu museu. Algumas das esculturas feitas por Tussaud ainda existem. Ela morreu enquanto dormia em Londres, em 16 de abril de 1850, com 88 anos. Há uma mesa memorial para Madame Marie Tussaud, no lado direito da nave da Igreja Católica Romana de Santa Marina, Cadogan Street, Londres.

## Legado
Após a aposentadoria de Marie Tussaud, seu filho François tornou-se o principal artista da exposição. Ele foi sucessivamente sucedido por seu filho Joseph, que foi sucedido por seu filho, John Theodore Tussaud. O museu de cera de Madame Tussaud tornou-se uma das principais atrações turísticas de Londers e expandiu-se com filiais em Amsterdã, Pequim, Bangkok, Berlim, Blackpool, Montreal, Sydney, Hong Kong, Las Vegas, Xangai, Washington DC, Nova York, Orlando, Hollywood, Cingapura e Viena. O atual proprietário é Merlin Entertainments Group, uma empresa de propriedade da Blackstone Group.